# Kaple svaté Anny (Butovice)
Poutní kaple svaté Anny ve Studénce-Butovicích je nevelká zděná stavba z roku 1852, postavená na místě starší budovy, k níž jsou již v době baroka zaznamenány poutě. Po roce 1990 byla opravena a poutní tradice obnovena. Nachází se na mírném návrší naproti farního kostela Všech svatých.
Podle záznamů prvního lokálního kaplana v Butovicích Josefa Nittmanna (1771–1807) dal původní dřevěnou kapli svaté Anny postavit kapli butovický fojt Jiří Butovský (Georg Budowsky) roku 1540 a její patrocinium zvolil podle své dcery Anny, provdané za významného novojičínského měšťana Ondřeje Řepu z Greifendorfu. První přímý písemný doklad o kapli pochází až z roku 1670, kdy jsou již zaznamenány poutě k ní z Butovic i okolí.
Ke vzniku kaple se váže pověst o tom, že na zde v křoví na místě, kde se hnízdily a skřehotaly straky, nalezl farář obraz svaté Anny a chtěl jej přenést do farního kostela, obraz se však vždy v noci zázračně vrátil na původní místo, až tam dal farář postavit kapli zasvěcenou svaté Anně.
Původní kaple byla dřevěná a byla orientována; původní menší stavba stála na zahradě panského dvora a zřejmě po třicetileté válce byla rozšířena tak, že se z dosavadní stavby stalo kněžiště. Roku 1673 byla dokončena zděná věž. Už v roce 1670 měla kaple vlastní bohoslužebné vybavení: uvádí se v ní oltář, zvonek ve vížce (roku 1672 dva), kalich a bohoslužebná roucha. Od roku 1755 se na jejím oltáři nacházel obraz svaté Anny, svatého Jáchyma a svatého Jana Křtitele, věnovaný Augustinem Pfabem a přemalovaný roku 1867.
V 18. století, když bylo v Butovicích obnoveno kaplanské místo (1733), byl dřevěný farní kostel Všech svatých zchátralý a do postavení nového zděného kostela (1775–1781) se bohoslužby konaly v kapli svaté Anny.Poblíž ní byla roku 1744 rovněž vybudována dřevěná kaplanka, která sloužila za příbytek místnímu knězi až do vybudování nové fary roku 1842.
Po výstavbě nového kostela a zákazu poutí za josefinských reforem zůstala kaple neudržována, byla pro nebezpečnost zavřena a zapečetěna a po požáru, který se udál v roce 1843 a ohrozil blízký panský dvůr, prosadila vrchnost proti vůli obyvatel její stržení, ke kterému došlo 14. května 1844. Obyvatelé však usilovali o její znovuzřízení a z iniciativy sedláka Andrease Mettnera a s povolením konzistoře a obce byla roku 1852 postavena nová, dosud stojící zděná budova.
Kaple sloužila k příležitostným bohoslužbám a koncem 19. století byly obnoveny i poutě, k nimž roku 1895 byly poskytnuty i plnomocné odpustky. Konec poutí znamenal odsun původního německého obyvatelstva Butovic roku 1946. Kaple svaté Anny byla používána jako smuteční síň pro nekatolické zemřelé; v té době bylo až na oltář odstraněno veškeré vybavení, částečně přenesené do farního kostela. K tomuto účelu se kaple přestala používat roku 1978 a nadále pustla. K její rekonstrukci v letech 1990–1992 došlo z iniciativy potomků vysídlených butovických občanů. Wolfganga a Dorothey Lippertových, a s podporou místních občanů Lothara a Edith Kudlových a faráře ve Studénce Rudolfa Kopeckého k celkové opravě a novému vybavení kaple. Na svátek svaté Anny (26. července) 1992 kapli vysvětil olomoucký světící biskup Josef Hrdlička. V tento svátek se v kapli koná každoročně hojně navštěvovaná mše, kterou pořádá místní Charita; mezi její návštěvníky patří mimo jiné obyvatelé nedalekého charitního domova sv. Anny. Od roku 2012 převzalo péči o kapli od dobrovolníků město Studénka.
I tradiční pouť (posvícení, krmaš) v Butovicích se dodnes koná na svátek svaté Anny.
Kaple svaté Anny je v dnešní podobě obdélníková stavba s půlkruhovým závěrem a sedlovou střechou, bez výrazných slohových rysů. Je omítnuta bíle, fasáda je hladká, průčelí má lizénový rámec a trojúhelníkový štít, střecha na obvodní zeď navazuje profilovanou římsou. Vstupní dveře i postranní okna jsou půlkruhově zaklenuty, dveře mají novodobé ozdobné kování a nad nimi je rovněž novodobý kovový letopočet stavby kaple (1852).
Vnitřek kaple je zaklenut dvěma pruskými plackami na pasech a konchou. Omítka je prostá a bílá (fotograficky doložená původní výmalba kaple zanikla). Po stranách kaple jsou dřevěné lavice, na obnoveném oltáři řešeném v bílé a zlaté barvě se nachází obraz svaté Anny samotřetí (tj. s Pannou Marií a Dítětem Ježíšem) od Elviry Goj.
Dne 3. května 1958 byla kaple prohlášena za kulturní památku č. 37447/8-2107.

## Galerie

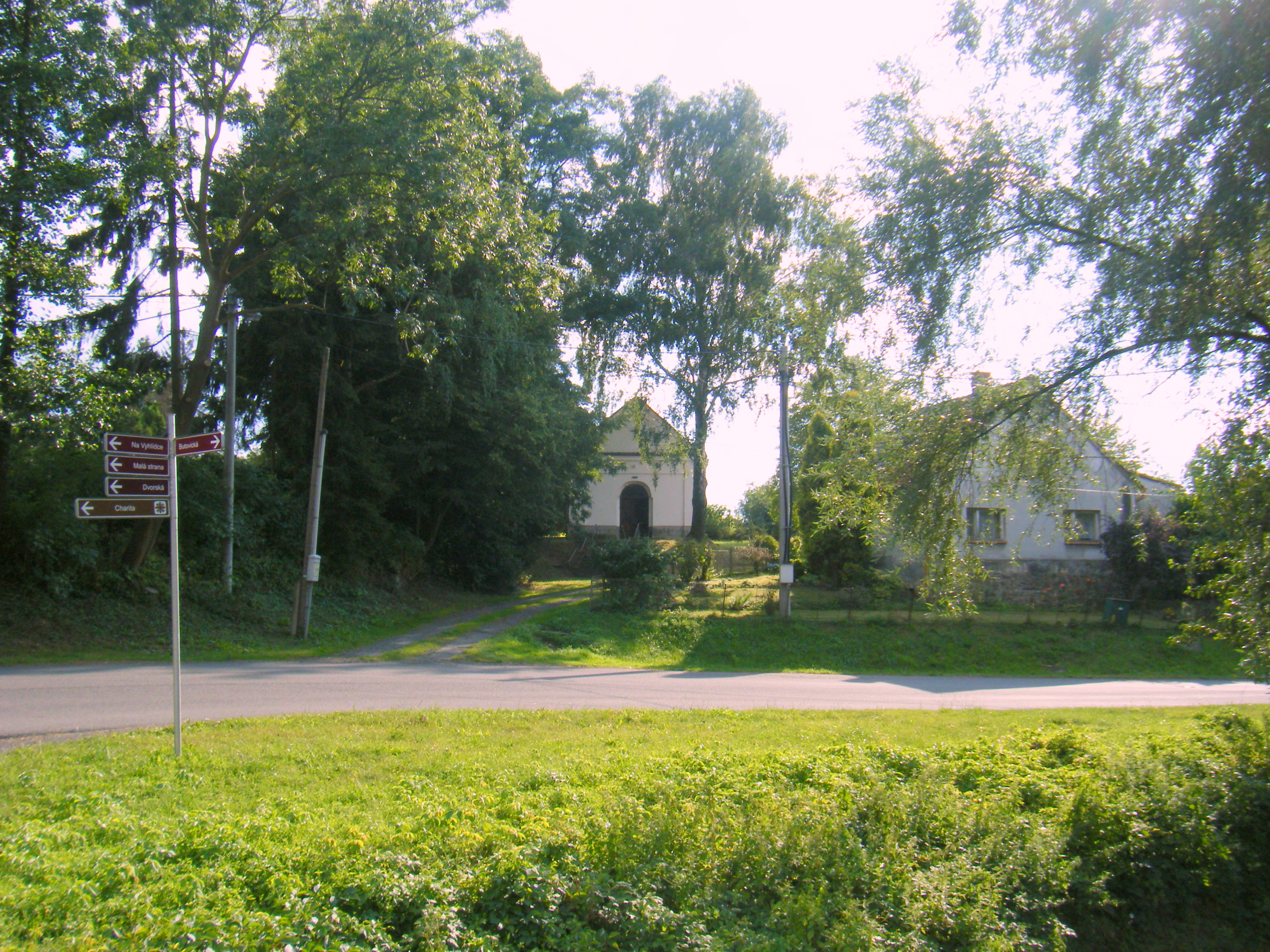
Okolí kaple
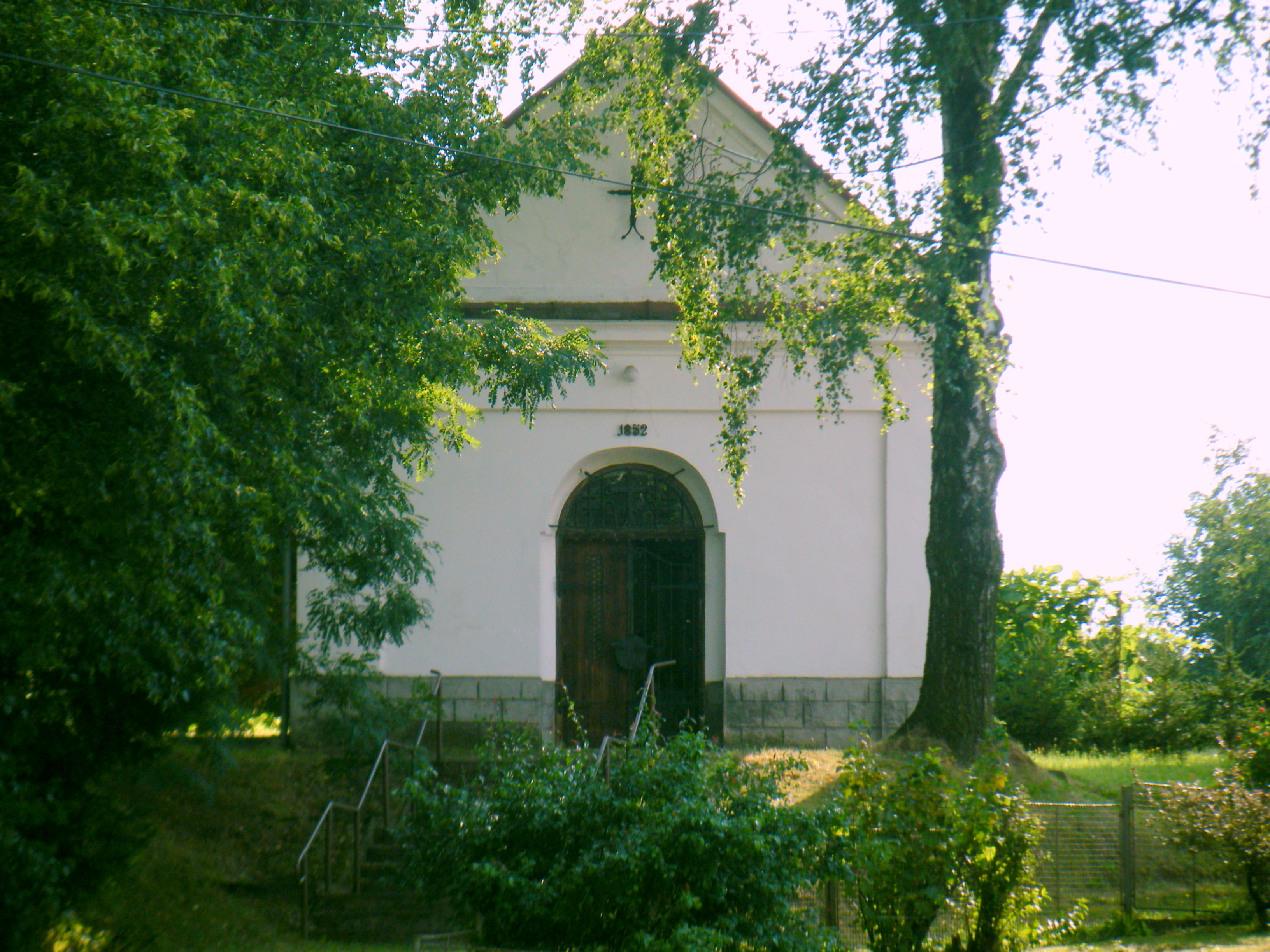
Průčelí kaple
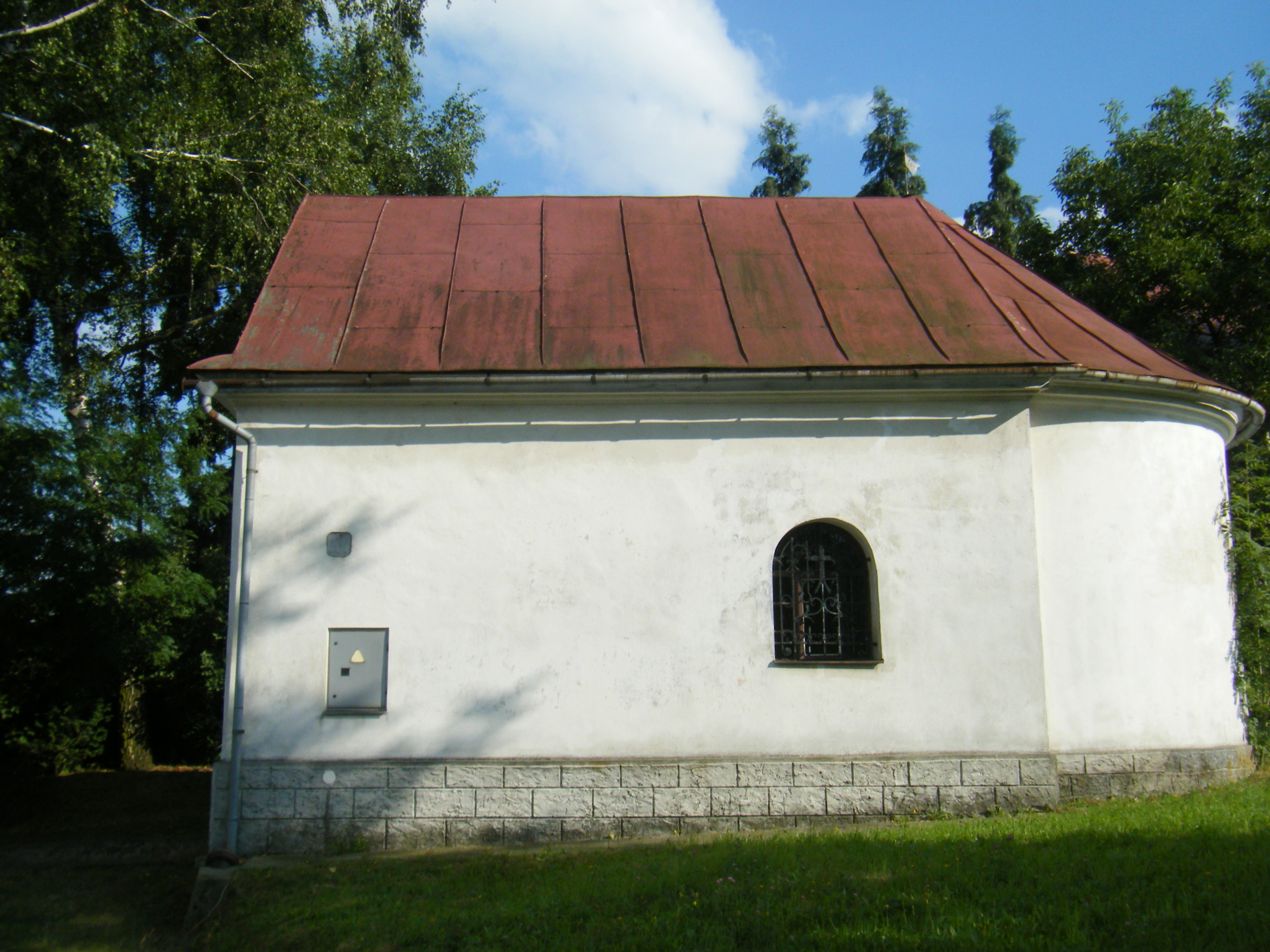
Pohled ze strany
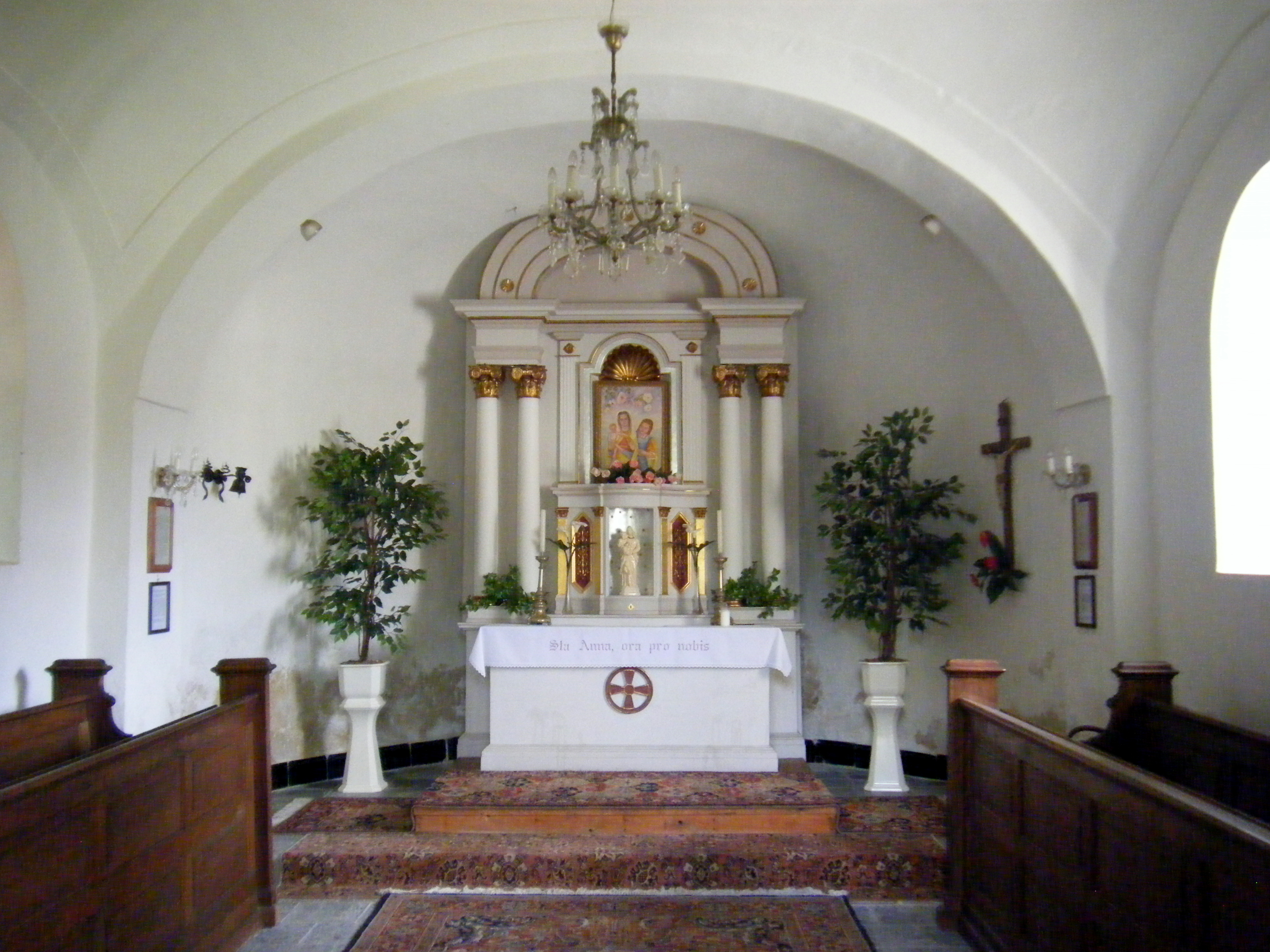
Interiér kaple
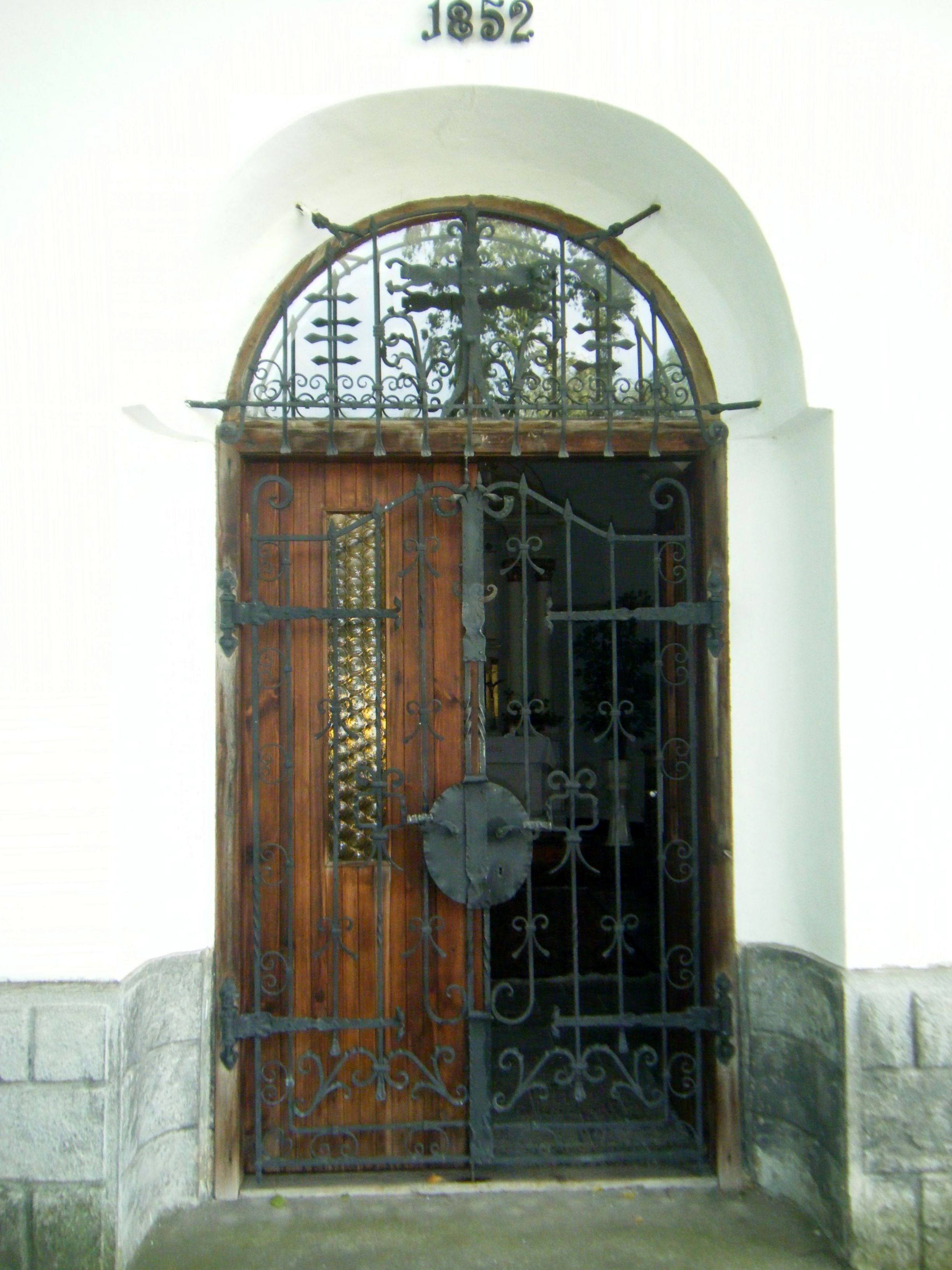
Dveře kaple